# Grande Prêmio da França de 1993
Resultados do Grande Prêmio da França de Fórmula 1 realizado em Magny-Cours em 4 de julho de 1993. Oitava etapa da temporada, teve como vencedor o francês Alain Prost, que subiu ao pódio junto a Damon Hill numa dobradinha da Williams-Renault, com Michael Schumacher em terceiro pela Benetton-Ford.

## Resumo
- Damon Hill conquista sua primeira pole-position na Fórmula 1.
- Fabrizio Barbazza se despede da F1 nessa corrida que não completou.
- 100º pódio de Alain Prost. É o primeiro piloto a alcançar 100 pódios na história da Fórmula 1.

## Classificação da prova

### Treinos classificatórios
| Pos    | Nº | Piloto               | Construtor              | Treino 01 | Treino 02 | Grid    |
| ------ | -- | -------------------- | ----------------------- | --------- | --------- | ------- |
| 1      | 0  | Damon Hill           | Williams-Renault        | 1:15.051  | 1:14.382  | —       |
| 2      | 2  | Alain Prost          | Williams-Renault        | 1:15.725  | 1:14.524  | + 0.142 |
| 3      | 25 | Martin Brundle       | Ligier-Renault          | 1:16.847  | 1:16.169  | + 1.787 |
| 4      | 26 | Mark Blundell        | Ligier-Renault          | 1:16.834  | 1:16.203  | + 1.821 |
| 5      | 8  | Ayrton Senna         | McLaren-Ford            | 1:16.782  | 1:16.264  | + 1.882 |
| 6      | 27 | Jean Alesi           | Ferrari                 | 1:16.825  | 1:16.662  | + 2.280 |
| 7      | 5  | Michael Schumacher   | Benetton-Ford           | 1:16.720  | 1:16.745  | + 2.338 |
| 8      | 14 | Rubens Barrichello   | Jordan-Hart             | 1:17.345  | 1:17.168  | + 2.786 |
| 9      | 20 | Erik Comas           | Larrousse-Lamborghini   | 1:18.180  | 1:17.170  | + 2.788 |
| 10     | 19 | Philippe Alliot      | Larrousse-Lamborghini   | 1:18.230  | 1:17.190  | + 2.808 |
| 11     | 29 | Karl Wendlinger      | Sauber                  | 1:17.650  | 1:17.315  | + 2.933 |
| 12     | 6  | Riccardo Patrese     | Benetton-Ford           | 1:17.675  | 1:17.362  | + 2.980 |
| 13     | 10 | Aguri Suzuki         | Footwork-Mugen/Honda    | 1:17.441  | 1:17.518  | + 3.059 |
| 14     | 28 | Gerhard Berger       | Ferrari                 | 1:18.741  | 1:17.456  | + 3.074 |
| 15     | 9  | Derek Warwick        | Footwork-Mugen/Honda    | 1:19.180  | 1:17.598  | + 3.216 |
| 16     | 7  | Michael Andretti     | McLaren-Ford            | 1:18.585  | 1:17.659  | + 3.277 |
| 17     | 11 | Alessandro Zanardi   | Lotus-Ford              | 1:18.331  | 1:17.706  | + 3.324 |
| 18     | 30 | J. J. Lehto          | Sauber                  | 1:19.252  | 1:17.812  | + 3.430 |
| 19     | 12 | Johnny Herbert       | Lotus-Ford              | 1:17.862  | 1:18.104  | + 3.480 |
| 20     | 15 | Thierry Boutsen      | Jordan-Hart             | 1:18.685  | 1:17.997  | + 3.615 |
| 21     | 3  | Ukyo Katayama        | Tyrrell-Yamaha          | 1:20.553  | 1:19.143  | + 4.761 |
| 22     | 22 | Luca Badoer          | Scuderia Italia-Ferrari | 1:21.931  | 1:19.493  | + 5.111 |
| 23     | 23 | Christian Fittipaldi | Minardi-Ford            | 1:19.968  | 1:19.519  | + 5.137 |
| 24     | 24 | Fabrizio Barbazza    | Minardi-Ford            | 1:21.113  | 1:19.691  | + 5.309 |
| 25     | 4  | Andrea de Cesaris    | Tyrrell-Yamaha          | 1:21.024  | 1:19.856  | + 5.474 |
| 26     | 21 | Michele Alboreto     | Scuderia Italia-Ferrari | 1:22.106  | 1:20.130  | + 5.748 |
| Fonte: |    |                      |                         |           |           |         |

### Corrida
| Pos    | Nº | Piloto               | Construtor              | Voltas | Tempo/Diferença | Grid | Pontos |
| ------ | -- | -------------------- | ----------------------- | ------ | --------------- | ---- | ------ |
| 1      | 2  | Alain Prost          | Williams-Renault        | 72     | 1:38:35.241     | 2    | 10     |
| 2      | 0  | Damon Hill           | Williams-Renault        | 72     | + 0.342         | 1    | 6      |
| 3      | 5  | Michael Schumacher   | Benetton-Ford           | 72     | + 21.209        | 7    | 4      |
| 4      | 8  | Ayrton Senna         | McLaren-Ford            | 72     | + 32.405        | 5    | 3      |
| 5      | 25 | Martin Brundle       | Ligier-Renault          | 72     | + 33.795        | 3    | 2      |
| 6      | 7  | Michael Andretti     | McLaren-Ford            | 71     | + 1 volta       | 16   | 1      |
| 7      | 14 | Rubens Barrichello   | Jordan-Hart             | 71     | + 1 volta       | 8    |        |
| 8      | 23 | Christian Fittipaldi | Minardi-Ford            | 71     | + 1 volta       | 23   |        |
| 9      | 19 | Philippe Alliot      | Larrousse-Lamborghini   | 70     | + 2 voltas      | 10   |        |
| 10     | 6  | Riccardo Patrese     | Benetton-Ford           | 70     | + 2 voltas      | 12   |        |
| 11     | 25 | Thierry Boutsen      | Jordan-Hart             | 70     | + 2 voltas      | 20   |        |
| 12     | 10 | Aguri Suzuki         | Footwork-Mugen/Honda    | 70     | + 2 voltas      | 13   |        |
| 13     | 9  | Derek Warwick        | Footwork-Mugen/Honda    | 70     | + 2 voltas      | 15   |        |
| 14     | 28 | Gerhard Berger       | Ferrari                 | 70     | + 2 voltas      | 14   |        |
| 15     | 4  | Andrea de Cesaris    | Tyrrell-Yamaha          | 68     | + 4 voltas      | 25   |        |
| 16     | 20 | Erik Comas           | Larrousse-Lamborghini   | 66     | Câmbio          | 9    |        |
| Ret    | 27 | Jean Alesi           | Ferrari                 | 47     | Motor           | 6    |        |
| Ret    | 22 | Luca Badoer          | Scuderia Italia-Ferrari | 28     | Suspensão       | 22   |        |
| Ret    | 29 | Karl Wendlinger      | Sauber                  | 25     | Câmbio          | 11   |        |
| Ret    | 30 | J. J. Lehto          | Sauber                  | 22     | Câmbio          | 18   |        |
| Ret    | 26 | Mark Blundell        | Ligier-Renault          | 20     | Rodou           | 4    |        |
| Ret    | 12 | Johnny Herbert       | Lotus-Ford              | 16     | Spun off        | 19   |        |
| Ret    | 24 | Fabrizio Barbazza    | Minardi-Ford            | 16     | Câmbio          | 24   |        |
| Ret    | 3  | Ukyo Katayama        | Tyrrell-Yamaha          | 16     | Câmbio          | 24   |        |
| Ret    | 11 | Alessandro Zanardi   | Lotus-Ford              | 9      | Suspensão       | 17   |        |
| Fonte: |    |                      |                         |        |                 |      |        |

## Tabela do campeonato após a corrida
| Pos.   | Piloto             | Pontos |
| ------ | ------------------ | ------ |
| 1      | Alain Prost        | 57     |
| 2      | Ayrton Senna       | 45     |
| 3      | Damon Hill         | 28     |
| 4      | Michael Schumacher | 24     |
| 5      | Martin Brundle     | 9      |
| Fonte: |                    |        |

| Pos.   | Equipe           | Pontos |
| ------ | ---------------- | ------ |
| 1      | Williams-Renault | 85     |
| 2      | McLaren-Ford     | 48     |
| 3      | Benetton-Ford    | 29     |
| 4      | Ligier-Renault   | 15     |
| 5      | Ferrari          | 9      |
| Fonte: |                  |        |

- Nota: Somente as primeiras cinco posições estão listadas.